# Convolvulus secundus
Convolvulus secundus är en vindeväxtart som beskrevs av Louis Auguste Joseph Desrousseaux. Convolvulus secundus ingår i släktet vindor, och familjen vindeväxter. Inga underarter finns listade i Catalogue of Life.

## Bildgalleri

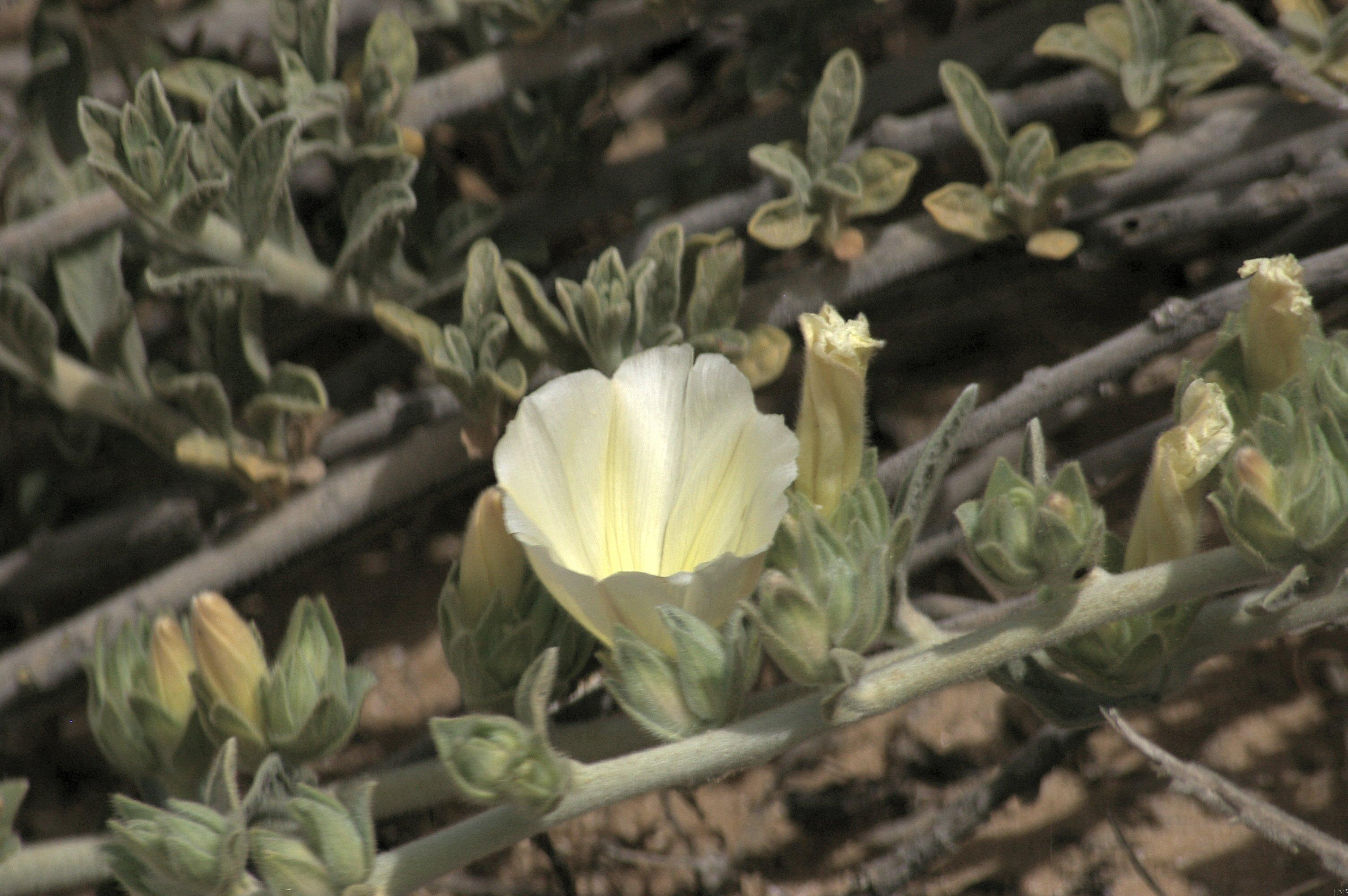
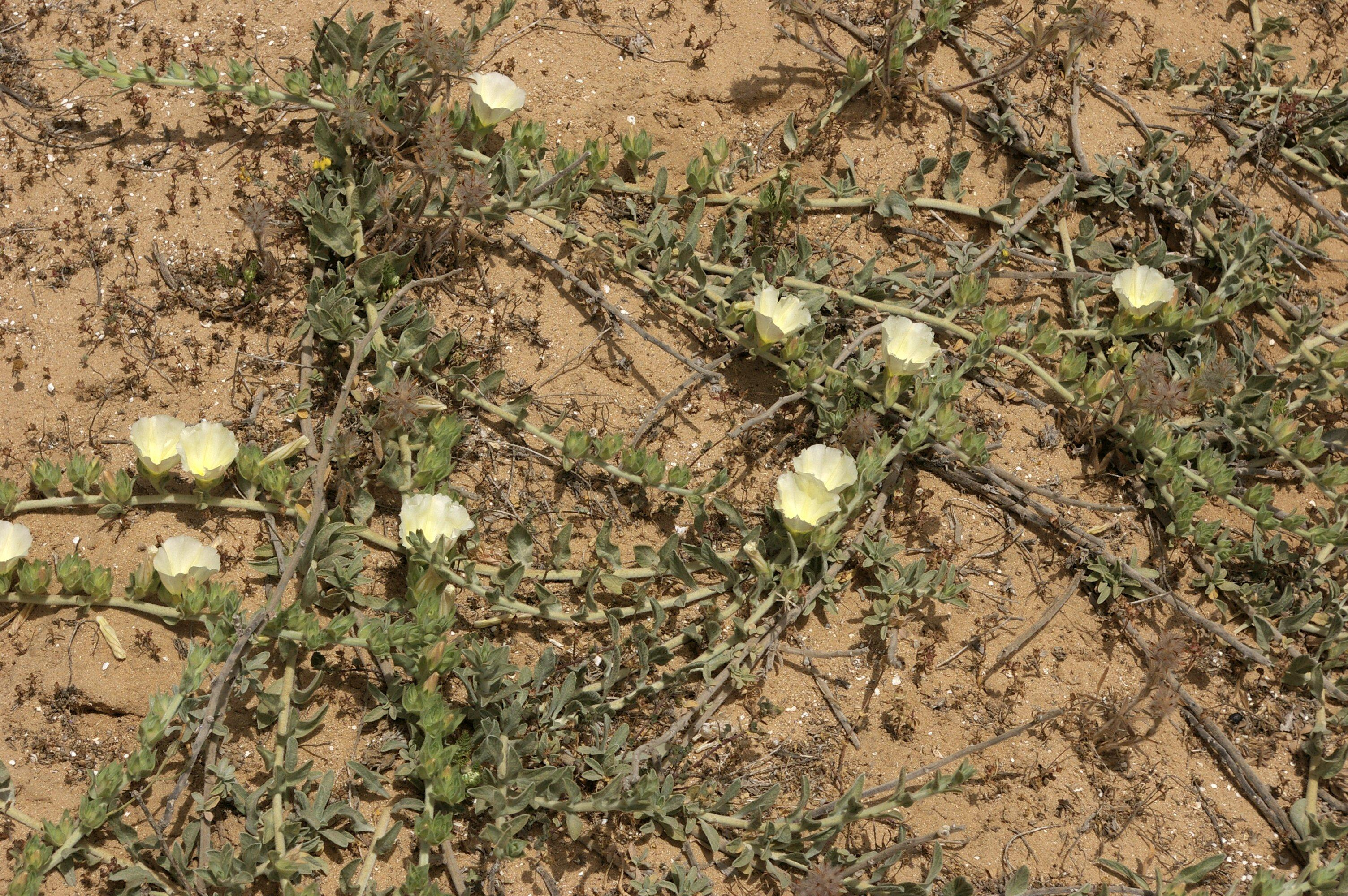